# 袜
襪，又稱襪子，是直接穿在腳上和腿上的服裝，有保暖、裝飾或保護腳不被鞋子或地面擦傷等功能。質料很多，有棉質、尼龍、羊毛混紡等。中國古代的襪子是用白布包裹著雙腳，然後穿上棉布的襪套，或称“足袋”，而自從美國人發明了尼龍絲襪後，襪子基本由化學製品尼龍製作而成，有長襪、褲襪、吊帶襪等相繼出現。

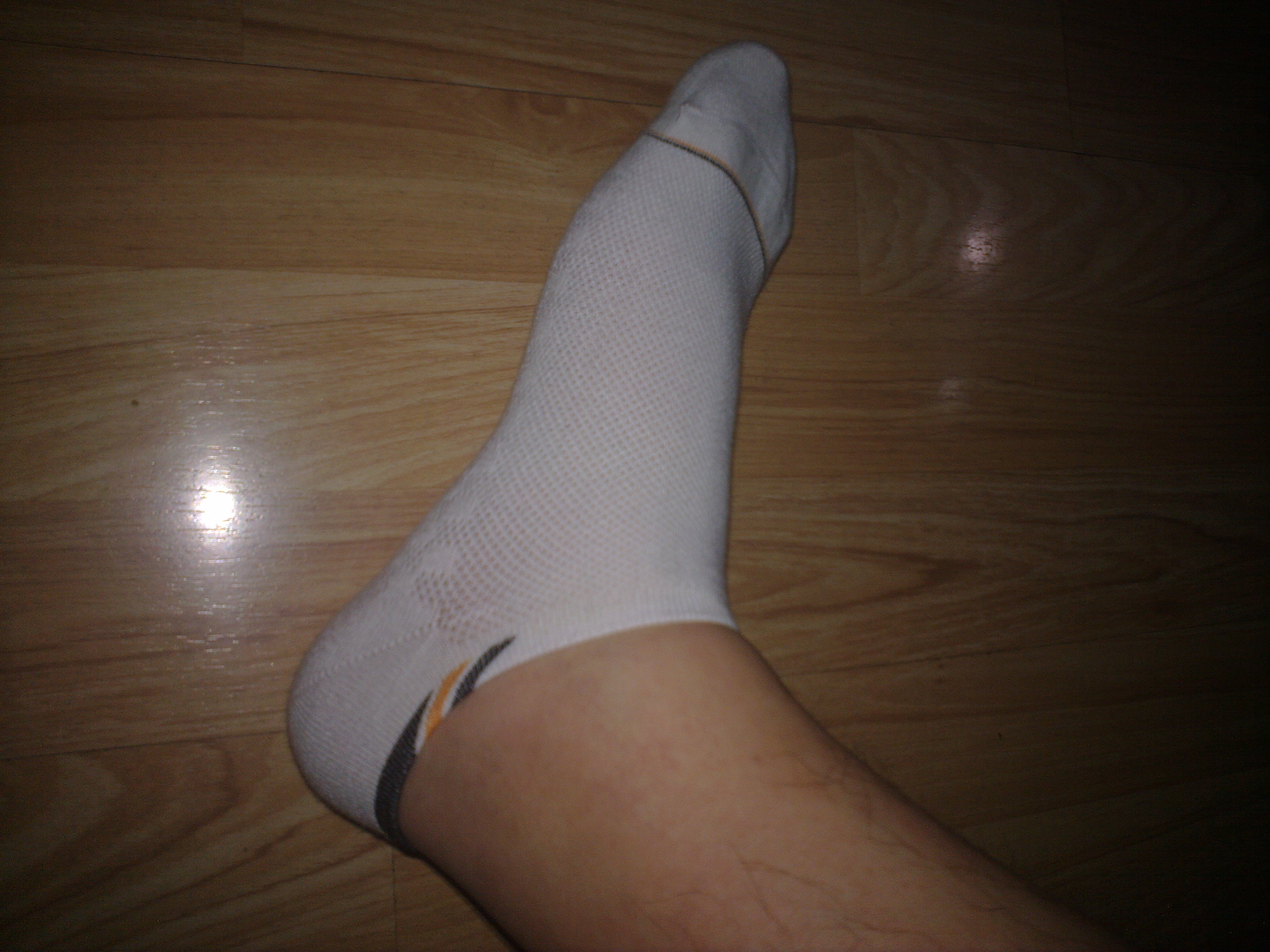
白色船袜

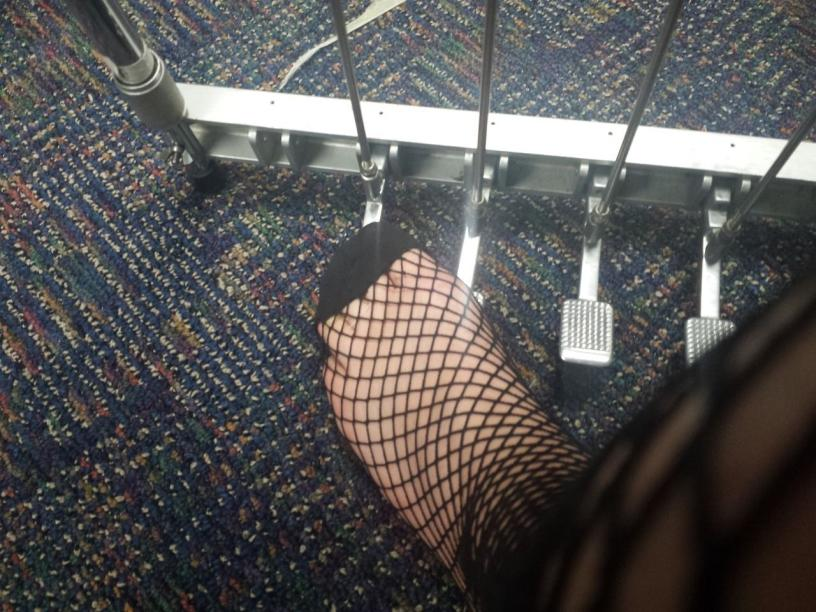
黑色网袜

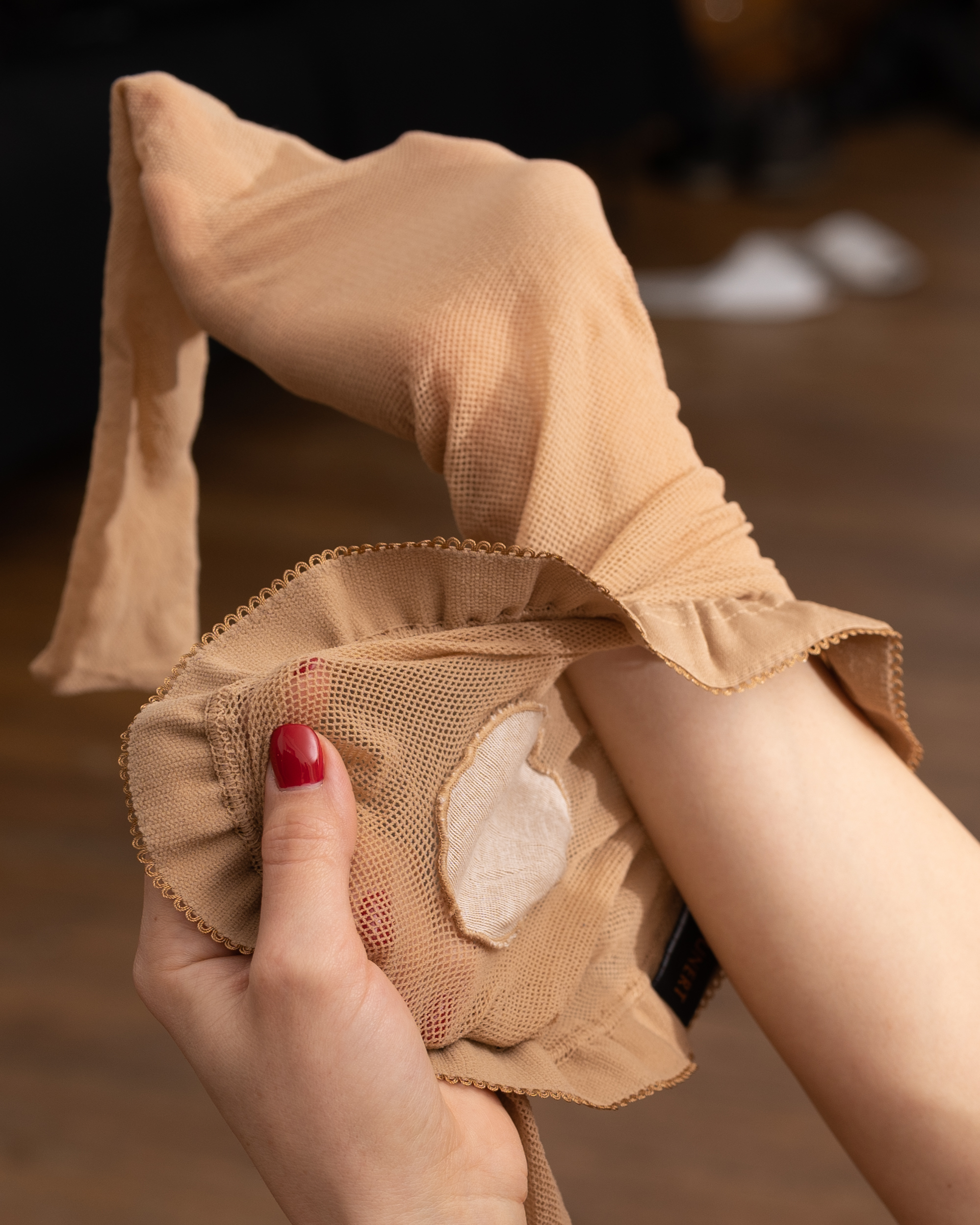
肉色丝袜

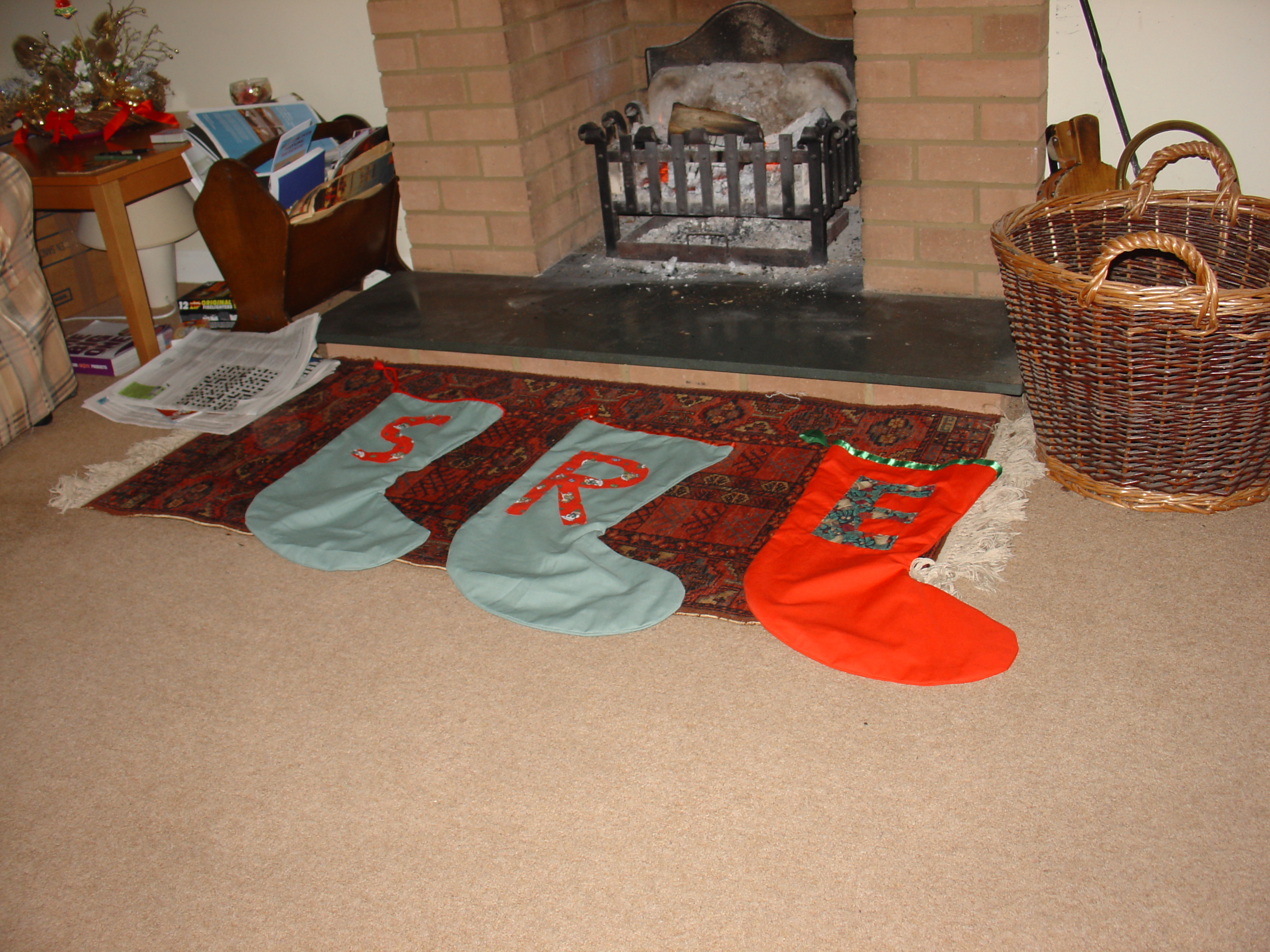
用于装饰的彩色圣诞袜

袜子最开始出现时，主要起着护脚的作用，让脚在冬天御寒，有些材质的袜子还可以吸汗防臭。 “袜子”一词最早见于《中华古今注》。

## 類型
- 船襪
- 短襪
- 中筒襪
- 長襪
- 褲襪
- 無底襪
- 膝上襪
- 大腿襪
- 五趾襪
- 踩脚襪
- 除臭襪
- 紳士襪
- 壓力襪

## 延伸阅读
[在维基数据编辑]
 《欽定古今圖書集成·經濟彙編·禮儀典·襪部》，出自陈梦雷《古今圖書集成》